# Nicklas Wiberg
Nicklas Wiberg (ur. 16 kwietnia 1985 w Sztokholmie) – szwedzki lekkoatleta, wieloboista.

## Osiągnięcia
- złoty medal mistrzostw Europy juniorów (Tampere 2003)
- 7. miejsce podczas mistrzostw świata (Berlin 2009)
- wielokrotny mistrz Szwecji w różnych konkurencjach

## Rekordy życiowe
- dziesięciobój lekkoatletyczny – 8406 pkt (2009) rekord Szwecji